# Autostrada O53 (Turcja)
Otoyol 53 (tur. Toprakkale – Iskenderun Otoyolu), w skrócie O-53 – jedna z autostrad w Turcji. Łączy miasto İskenderun z autostradą O52. Autostrada jest sześciopasmowa (po trzy pasy ruchu w obie strony), na odcinku Şekerek 1 – Narduzu (łącznik) ma profil czteropasmowy. Planowane jest wydłużenie autostrady do Antiochii oraz połączenie z syryjską siecią autostrad.